# Landschaftspark Cedynia
Der Landschaftspark Cedynia (polnisch: Cedyński Park Krajobrazowy) ist ein geschütztes Naturgebiet in der Woiwodschaft Westpommern im Westen Polens, unweit der Grenze zu Deutschland. Der Park wurde 1993 gegründet und umfasst eine Fläche von etwa 308 km², die sich über Teile des Landkreises Gryfino (Greifenhagen) erstreckt. Er dient dem Schutz der vielfältigen Landschaften und der reichen Flora und Fauna der Region sowie dem Erhalt kultureller und historischer Werte.

## Geographie
Der im westlichsten Teil Polens gelegene Landschaftspark umfasst eine Vielfalt an Naturräumen: den Sandurwald Puszcza Piaskowa, das Cedynia-Marschland Żuławy Cedyńskie, die Krzymów-Anhöhe Wzgórza Krzymowskie, die Moryń-Anhöhe Wzgórza Moryńskie sowie einen Teil des Mieszkowice-Waldes Lasy Mieszkowickie. Besonders bekannt ist der Góra Czcibora (Czcibor-Hügel), eine bedeutende Erhebung in der Umgebung, die einen weiten Blick über die Oderlandschaft bietet. Der Park ist geprägt von einer abwechslungsreichen Vegetation, die von Wäldern über Wiesen bis hin zu Moorlandschaften reicht. Die Nähe zur Oder und ihre Auenlandschaft machen den Park zu einem bedeutenden Ökosystem.
Im Landschaftspark Cedynia befinden sich acht ausgewiesene Schutzgebiete: Bielinek, Olszyna Źródliskowa, Dąbrowa Krzymowska, Olszyny Ostrowskie, Dolina Świergotki, Jeziora Siegniewskie, Wrzosowiska Cedyńskie und Słoneczne Wzgórza. Darüber hinaus beherbergt der Park zahlreiche denkmalgeschützte Naturdenkmäler, darunter die markanten Felsformationen „Bliźniaki“ (Zwillingsfelsen) sowie beeindruckende alte Traubeneichen in der Nähe von Lubiechów Dolny.

## Flora und Fauna
In den Wäldern des Parks finden sich Eichen, Linden sowie Feuchtgebiete. Insgesamt finden sich 640 Pflanzenarten in dem Park.
Die Tierwelt umfasst unter anderem Wölfe, Biber, Fledermäuse, Fischotter und Igel. Auch diverse Amphibien- und Reptilienarten sind hier heimisch.

## Tourismus und Erholung
Der Park bietet zahlreiche Möglichkeiten für Naturliebhaber und Wanderer:
- Ausgedehnte Wanderwege
- Fahrradrouten
- Aussichtsplattformen
- Naturlehrpfade